# Fred Paine
Frederick Vincent Paine jr., detto Fred (Stockdale, 7 dicembre 1925 – Jupiter, 26 ottobre 2004), è stato un cestista statunitense, professionista nella BAA.

## Carriera
Dopo la carriera universitaria al Westminster College, disputò 3 partite, segnando 7 punti, nella stagione BAA 1948-49 con i Providence Steamrollers.